# 実銃
実銃（じつじゅう）とは、一般的に実弾発射可能な銃を指す俗称。真正銃、真性銃。
拳銃、ライフル、散弾銃、空気銃、古式銃などが該当する。
日本では、所持許可または登録を要し、自由に所持、売買を行う事は法律で禁じられている。
遊戯銃として販売された製品でも実弾発射可能と認定された場合、実銃と同様の扱いとなる。
実銃においても撃発機能を廃し、銃刀法に抵触しないように細部に渡って加工した場合、無可動実銃として許可なく所持、売買を行う事ができる。

## 用例
モデルガンやエアソフトガン等の遊戯銃に対比する語として使用される場合が多い。